# NGC 5947
NGC 5947 este o infrared source⁠(d) situată în constelația Boarul. A fost descoperită în 18 iunie 1884 de către Édouard Stephan⁠(d). Se află la o distanță de 87,61 de megaparseci de Pământ.